# Стравинский, Мариус
Ма́риус Страви́нский (англ. Marius Stravinsky, род. 13 марта 1979, Алма-Ата) — британский дирижёр.

## Образование
Получил начальное образование по классу скрипки в Центральной Музыкальной Школе (Москва), после чего иммигрировал в Англию, где продолжил обучение в Школе Иегуди Менухина и в Итонском колледже. В 13 лет, после знакомства с Мариссом Янсонсом, Стравинский всерьез увлекся дирижированием, и в 1998 году стал ассистентом Клаудио Аббадо в работе над оперой «Дон Жуан». Наставником Стравинского стал Игорь Головчин; также Мариус принимал участие в мастер-классах Кеннета Кислера и Эри Класа. В 2002 году, после окончания Королевской Академии Музыки в Лондоне, Стравинский вернулся в Москву, чтобы продолжить обучение с Владимиром Понькиным, работая в качестве дирижёра-ассистента с Московским филармоническим оркестром и оркестром театра «Геликон-Опера».

## Концертная деятельность
Будучи резидентом в театре «Геликон-опера», Стравинский участвовал в постановке таких спектаклей как «Лулу» Берга, «Кармен» Бизе, «Сибирь» Джордано, «Диалоги кармелиток» Пуленка, «Повесть о настоящем человеке» Прокофьева, «Кащей Бессмертный» Римского-Корсакова, «Леди Макбет Мценского уезда» Шостаковича, а также произведений Игоря Стравинского.
В 2007 году Мариус Стравинский стал самым молодым музыкантом в России, получившим пост главного дирижёра Симфонического оркестра Карельской государственной филармонии. Пробыв в этой роли пять лет, он переехал в Лондон по личному приглашению Владимира Юровского и стал на 2013 год его ассистентом.
Репертуар и дискография Стравинского очень разнообразны и включают в себя первые в мире записи концерта для скрипки с оркестром Игнаца Брюля, симфонии Саломона Ядассона и концерта для фортепиано с оркестром Павла Пабста. Все диски были выпущены компанией «Cameo Classics». Будучи в роли главного дирижёра в Карелии, Стравинский также записал произведения Томаса Блауэра, Дороти Хауэлл, Джозефа Холбрука и Сергея Жукова.

## Семья
- Отец: Повилас Стравинский[англ.]
- Мать: Элеонора Токеновна Бекова (Накипбекова)[1]